# توماس رينولد
توماس رينولد (بالألمانية: Thomas Reinhold)‏ هو مصمم جرافيك ورسام ومصور نمساوي، ولد في 1953 في فيينا في النمسا.

## وصلات خارجية
- الموقع الرسمي